# Don E. Wilson
Don Ellis Wilson (nascido em 30 de abril de 1944, em Davis, Oklahoma ) é um zoólogo americano curador emérito da coleção de mamíferos do Smithsonian. Seu principal campo de pesquisa é a mastozoologia, especialmente o grupo de morcegos, o qual ele estudou em 65 países ao redor do mundo.

## Biografia
Wilson passou sua infância e juventude em Nebraska, Texas, Oregon e Washington. Depois de terminar o ensino médio em Bisbee, Arizona, em 1961, ele estou na Universidade do Arizona, onde recebeu o título de Bacharel em Ciências em Wildlife Management em 1965. 
Depois de trabalhar para o Serviço Nacional de Parques em uma torre de observação de incêndios no Parque Nacional do Grand Canyon por um verão, Don Wilson se mudou para o Novo México junto com sua esposa e filha recém nascida. Lá, ele obteve o mestrado pela Universidade do Novo México, sob orientação de James S. Findley em 1967. Na mesma Universidade, ele obteve seu Ph.D., em 1970.
Sua tese de mestrado abordou as relações ecológicas e a distribuiução de cinco espécies de roedores do gênero Peromyscus nas Montanhas Sandia, no Novo México. Para sua dissertação, Wilson convenceu seu orientador a trabalhar com o pequeno morcego insetívoro tropical, Myotis nigricans .
De 1986 a 1988, Wilson foi presidente  da Sociedade Americana de Mastozoologia . Em 1992, foi presidente da Association for Tropical Biology and Conservation . Além disso, atuou como editor do Journal of Mammalogy por cinco anos e editor do períodico Mammalian Species por três anos, ambos mantidos e criados pela American Society of Mammalogists. Além disso, ele faz parte do conselho das organizações Bat Conservation International, Biodiversity Foundation for Africa, Integrated Conservation Research e Lubee Bat Conservancy .

## Publicações
Wilson tem mais de 270 publicações científicas, incluindo o livro Mammals of New Mexico e três monografias sobre morcegos. Em 2005, Wilson editou, junto com DeeAnn M. Reeder, a terceira edição da obra de referência Mammal Species of the World .  Ele e Russell Mittermeier foram editores, desde 2009, da série de livros Handbook of the Mammals of the World, da editora Lynx Nature Books . Ele também é autor de um guia de campo sobre a fauna de mamíferos da América do Norte, bem como da obra Smithsonian Book of North American Mammals .

## Honrarias
Ele recebeu várias honrarias, incluindo o Smithsonian Institution Awards por suas contribuições no campo da biologia tropical, o Outstanding Publication Award do US Fish and Wildlife Service, o Gerrit S. Miller Award do North American Symposium on Bat Research e o Hartley HT Jackson Award da American Society of Mammalogists. Além disso, ele recebeu o reconhecimento da Asociacion Mexicana de Mastozoologia por suas realizações científicas. É também membro honorário da American Society of Mammalogists.
Wilson foi também homenageado no nome científico de quatro espécies de mamíeros, incluindo os morcegos Eumops wilsoni e Miniopterus wilsoni .Uma espécie de cobra, Myriopholis wilsoni, recebeu esse nome em homenagem a Don E. Wilson. 

## Links externos
- Member profile Smithsonian National Museum of Natural History
- List of publications by Don E. Wilson at Google Scholar